# Adams (Philippines)
Pour les articles homonymes, voir Adams.
Adams est une municipalité de la province d’Ilocos Norte, dans le nord-ouest de l'île de Luçon, aux Philippines.
Lors du recensement de 2020, sa population s'élève à 2 189 habitants.

## Géographie
|          | Pagudpud | Santa Praxedes |
| Dumalneg | Adams    | Calanasan      |
|          | Vintar   |                |

D'une superficie totale de 159,31 kilomètres carrés, Adams constitue administrativement un seul barangay : Adams Proper.